# Luigi Rados
Luigi Rados, né à Parme le 19 octobre 1773 et mort en 1840, est un graveur, lithographe et peintre italien.

## Biographie
Il a étudié à l'Académie de Milan.
Il est le père de Giovanni Rados, graveur, et d'Eugenio Rados, sculpteur.

## Œuvre
Luigi Rados est principalement un graveur ; il maîtrise en particulier les techniques d'eau-forte, aquatinte et de pointillé, ainsi que le burin.
Ses principales gravures sont celles représentant l’Empereur François II et le Roi Ferdinand, toutes les deux d'après Jean François Bosio.
Il est également peintre et lithographe.